# Tibouchina cinerea
Tibouchina cinerea är en tvåhjärtbladig växtart som beskrevs av Célestin Alfred Cogniaux. Tibouchina cinerea ingår i släktet Tibouchina och familjen Melastomataceae. Inga underarter finns listade i Catalogue of Life.